# Завоевание Сербии турками

Сербское царство к концу правления Стефана Душана. Красным пунктиром обозначены современные границы Сербии.

За годы правления Стефану Душану удалось создать огромное государство. После войн с Византией и Венгрией в него вошли Македония, Эпир, Фессалия, часть Фракии — то есть, помимо земель населённых славянами, также греческие и албанские территории. Вместе с тем, целый ряд областей, населённых сербами (преимущественно на венгерской и боснийской границах) остался вне пределов Душанова царства. При Душане усилилось византийское культурное влияние: при дворе был введён византийский церемониал, начали использовать византийские титулы. Отсутствие экономического и культурного единства, сохранившаяся роль местной знати в управлении недавно завоёванными территориями — всё это создавало предпосылки для развала страны.

## Предшествующие события
Сербское царство, созданное усилиями Стефана Душана, ненамного пережило своего основателя— уже в 1356 году в стране разгорелась первая междоусобица: сводный брат Душана, правитель Эпира Симеон Синиша, провозгласил себя царём и попытался свергнуть нового императора. Вслед за этим последовало отпадение Албании и Фессалии, практически независимой стала Македония (один из её правителей, Вукашин Мрнявчевич, в 1365 году принял титул короля). Даже в собственно сербских землях процесс распада шёл с полной силой и власть сосредоточивалась в руках местных вельмож: в районе Косова поля реальной властью обладал князь Воислав Войнович, в центральной Сербии — князь Лазарь Хребелянович, в районе Ужице, Рудника и Подринья — Никола Альтоманович; подняла голову и знать Зеты — здесь утвердились трое братьев Балшичей, с 1366 года переставшие подчиняться Стефану Урошу V даже номинально. Таким образом, за относительно краткий срок на месте единого государства, распавшегося, по выражению Иоанна Кантакузина, «на тысячу кусков», появилось множество крупных и мелких владений. Единство сербских земель после смерти последнего представителя династии Неманичей Стефана Уроша V в 1371 году поддерживалось практически исключительно единством православной церкви в лице Печской патриархии, которая в 1375 году добилась канонического признания Константинопольским патриархатом. В 1377 году сербскую корону принял бан Боснии Стефан Твртко I, однако, хотя его королевский титул признавали князь Лазарь и Вук Бранкович, власть Твртко I была чисто номинальной. После смерти царя Душана созданное им Сербо-греческое царство распалось. Как писал сербский историк XVIII века Йован Раич:
Общаго врага при дверехъ смотряще, Сербская Господа, невняли мыслию, и Греческимъ примеромъ неочувствовалися, но къ общей погибели спешаще в разногласии пребывали…

## Завоевание Сербии турками
Междоусобные войны между князьями сильно ослабляли обороноспособность сербских земель в условиях нарастания турецкой угрозы. Уже в 1371 году в Марицкой битве турки разгромили войска южносербских правителей во главе с королём Вукашином, после чего Македония перешла под власть Османской империи.
В этот период турки сформировали стратегию своей экспансии. Они охотно участвовали в междоусобицах христианских правителей, при этом постепенно осваиваясь на их территориях и подчиняя себе тех, кому ранее обещали помогать. В качестве повода для подчинения себе той или иной области они обычно использовали смерть местного правителя или усобицы в его семье. Свои походы османы предпринимали на достаточно далёкие расстояния. Как правило, во всех областях Балканского полуострова турецкие отряды появлялись задолго до того, как османское государство становилось их непосредственным соседом.
После битвы на Марице османы расширили круг своих вассалов, им подчинились города на Эгейском побережье и важные транспортные пути. В 1383 году они приблизились к Салоникам, захватив Серре и окрестные области. Уже тогда к ним обращались монахи из афонских монастырей, чьи владения оказались под угрозой и которые пытались сохранить свои обители от разорения. Посредством полуострова Галлиполи османы поддерживали связь с Малой Азией, а также наладили контакты с Венецией и Генуей, враждовавшими друг с другом из-за влияния над остатками некогда мощной Византии.

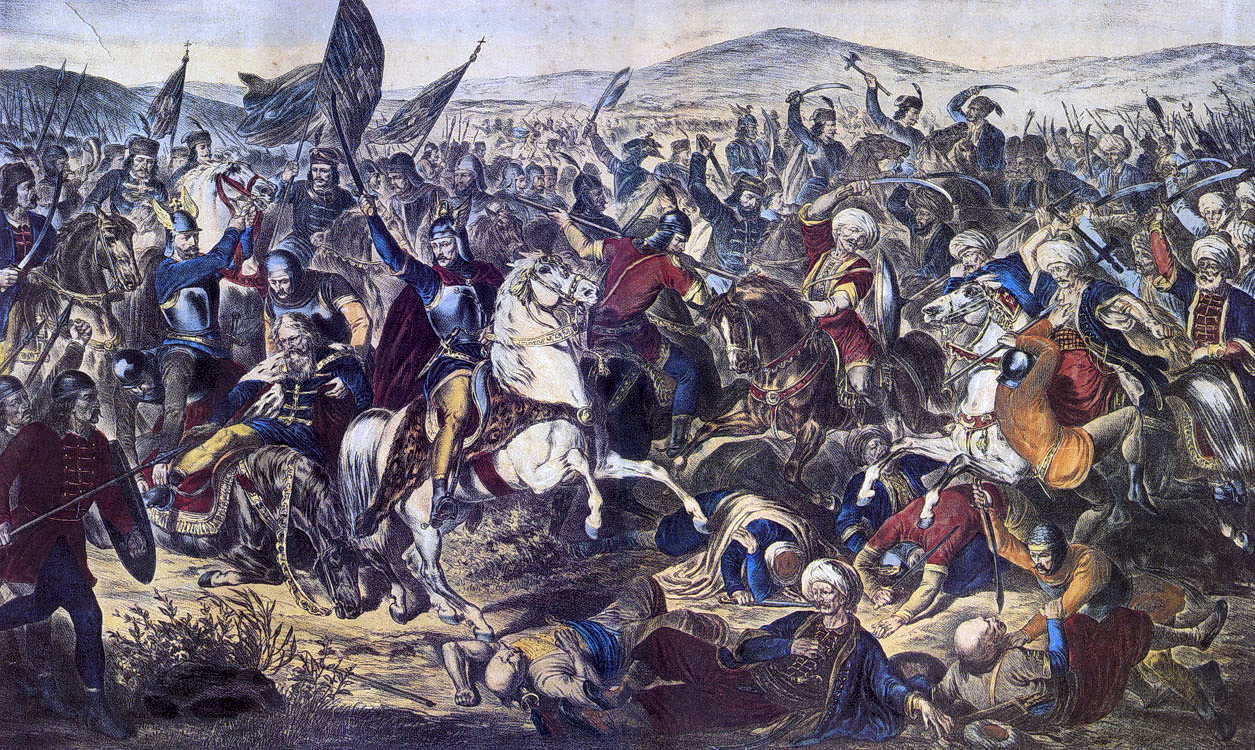
Битва на Косовом поле.
Адам Стефанович, 1870-е гг.

На землях князя Лазаря Хребеляновича турки появились ещё в 1381 году, когда княжеский воевода Цреп разбил их на Дубравнице близ Парачина. Вероятно, турецкий отряд оказался там после операции в Болгарии. В 1386 году османы предприняли гораздо более серьёзное вторжение. Их армию возглавлял сам Мурад, который дошёл до Плочника в Топлице. Во время этого похода турки атаковали монастырь Грачаница, где сгорела внутренняя башня, хранившая ценные рукописи и книги.

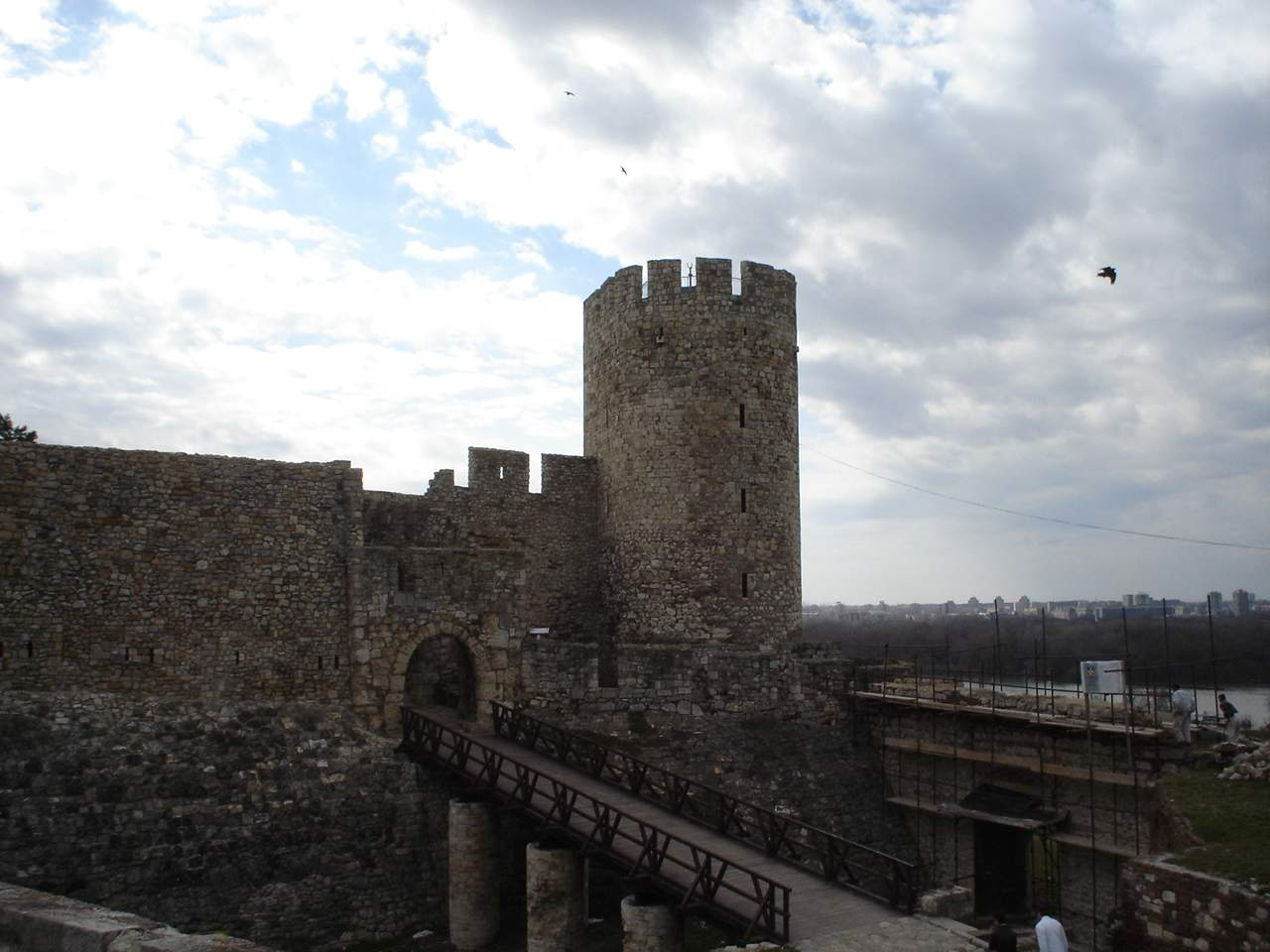
Башня деспота Стефана Лазаревича в Белградской крепости.

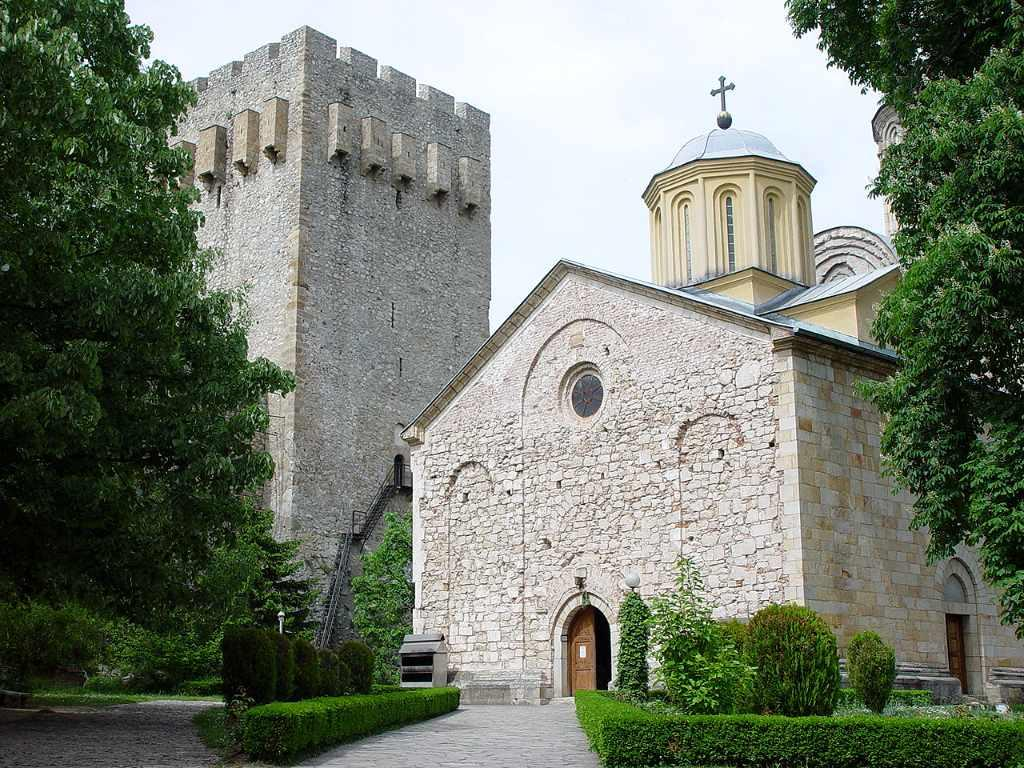
Ресавский монастырь и крепость. XV век.

Попытка объединить сербские земли для организации отпора туркам, предпринятая князем Лазарем при поддержке Сербской православной церкви, не увенчалась успехом: 15 июня 1389 года (в день Св. Вита — Видовдан) в битве на Косовом поле, несмотря на героические усилия сербов, они потерпели поражение. Князь Лазарь погиб. Хотя его сын Стефан Лазаревич сохранил свою власть, он был вынужден признать сюзеренитет Османской империи и участвовать в турецких походах. Косовская битва и подвиг Милоша Обилича, убившего османского султана Мурада I в начале сражения, позднее стали одним из важнейших сюжетов сербского национального фольклора, символом самопожертвования и единения сербского народа в борьбе за независимость.
В первой половине XV века, когда натиск турок временно ослабел из-за угрозы со стороны Тамерлана, Стефан Лазаревич предпринял попытку восстановления Сербского государства. Он принял византийский титул деспота и, опираясь на союз с Венгрией, которая передала ему Белград и Мачву, вновь подчинил Зету (кроме Приморья), Сребреницу и ряд южносербских областей. Была возрождена центральная администрация, укрепилась власть князя, активно поощрялся горнорудный промысел и городские ремёсла, началось проникновение в Сербию идей гуманизма и эпохи Возрождения. Новый подъём переживала архитектура («моравская школа», представленная, в частности, монастырями Ресава и Раваница) и литература (произведения патриарха Данилы III и самого Стефана Лазаревича). Столицей Сербской деспотовины стал Белград, в котором была построена хорошо укреплённая крепость, частично сохранившаяся до наших дней. Хотя в результате нового вторжения турок в 1425 году были потеряны Ниш и Крушевац, а затем под власть Венгрии перешёл Белград, новая столица Сербии — Смедерево, основанная деспотом Георгием Бранковичем, переживала свой расцвет и завоевала славу второго Константинополя. Но уже в 1438 году началось очередное османское наступление. В 1439 году пало Смедерево. Долгий поход венгерских войск Яноша Хуньяди в 1443—1444 году позволил изгнать турок с территории Сербии и ненадолго восстановить её самостоятельность. Однако поражение крестоносцев под Варной в 1444 году, разгром венгерского войска во Второй битве на Косовом поле в 1448 году и падение Константинополя в 1453 году предопределили судьбу страны. В 1454 году были захвачены Ново-Брдо и Приштина, а в 1456 году осаждён Белград. Наконец, в 1459 году вновь пало Смедерево. К 1463 году была завоёвана Босния, к 1482 — Герцеговина и, наконец, в 1499 году — Горная Зета. Сербское государство перестало существовать.
«Русский хронограф» 1512 года сообщал:
Внезапу вся в мерзость запустениа быша, вся горести исполнишася, храми разоряхуся и сожигахуся, людие изгонимы бываху… всея земля Серпъские, еже не по мнозе бысть от безбожных турок… Сиа убо вся благочестиваа царствиа… грех ради наших Божиим попущением безбожнии турки поплениша, и в запустение положиша, и покориша…

## Последствия завоевания

Сербские земли под властью Османской империи (кон. XVI в.)
Османская империя к нач. XVI в.
Присоединения к концу XVI в.

В результате турецкого завоевания сербские земли были разорены, сельское хозяйство пришло в упадок, горнорудное производство практически прекратилось. Начался массовый отток населения за Дунай и Саву, вследствие чего этническая территория сербов существенно расширилась в северном направлении. При этом в обезлюдевшие равнинные области и, особенно, в южные регионы страны (Косово) стали переселяться турки, скотоводы-влахи и албанцы. Христианское население было ограничено в гражданских правах. Тем не менее, в отличие от Албании, Боснии и Македонии, в Сербии ислам приняла лишь небольшая часть населения. В этом главная заслуга принадлежала Печскому патриархату, восстановленному в 1557 году, который в период османского господства играл роль центра национального и культурного сплочения сербского народа. Православная церковь, в целом, сохранила свои привилегии и владения и в качестве особой конфессиональной общности (миллета) пользовалась самоуправлением в культурных и религиозных вопросах, включая возможность создавать начальные школы.
После завоевания на Сербию была распространена военно-ленная система, при которой большая часть земли находилась в собственности государства и была разделена на лены, держатели которых — спахии, были обязаны нести военную службу. Остальные земли были переданы церковным и общественным организациям (вакуфы) или закреплены на праве собственности за отдельными представителями турецкой аристократии (мюльк) или семьи султана (султанские хасы). В административном отношении территория Сербии вошла в состав Румелийского эялета, а после завоевания турками Венгрии в середине XVI века области к северу от Ниша были переданы Будскому эялету. Эялеты подразделялись на санджаки. Бывшая территория Сербской деспотовины образовала Смедеревский (после завоевания Белграда в 1521 году — Белградский) санджак. Также, как и греки, сербы, приняв ислам, могли подняться на государственной службе до визирей.
Феодальный класс периода османского господства был представлен практически исключительно мусульманами, как турками, так и принявшими ислам славянами (потурченцы). Основу населения составляло зависимое крестьянство — райа, обладавшее правом наследственного пользования наделами и уплачивающее поземельный (харадж) и подушный (джизья) налоги султану, а также различные платежи феодалу. В Южной Сербии и придунайских областях сохранилась значительная прослойка скотоводов-влахов, пользующаяся определёнными привилегиями и используемая для пограничной службы. В отличие от других стран Центральной и Восточной Европы, крестьяне Османской империи были лично свободными и не были прикреплены к земле, а размер их повинностей регулировался государством.